# 暗黑者
《暗黑者Ⅲ》（英語：Darker III），2019年 中國懸疑、刑偵劇。由郭京飛、李倩、魏千翔、曲少石、杜若溪、胡耘豪、趙茜、朱杰、王闖、王菁、宿丹主演，騰訊視頻於2019年3月28日首播。

## 播出時間
| 頻道     | 所在地   | 播映日期      | 播出時間              | 備註 |
| -------- | -------- | ------------- | --------------------- | ---- |
| 騰訊視頻 | 中国大陆 | 2019年3月28日 | 每週四、五20點更新2集 |      |

## 演員列表

### 主要演員
| 演員   | 角色 | 介紹 |
| 郭京飛 | 羅飛 | 犯罪學教授，刑警隊一隊隊長，嚴肅謹慎充滿正義感，對待罪犯絕不姑息，也不手下留情，但是在他的內心深處也有捨不得揭開的傷疤。 |
| 李倩   | 梁音 | 專案組的法醫，外表是一個蘿莉實際上她是一個技術高超的法醫，對於屍體的觀察是無人能及的。                                   |
| 魏千翔 | 孟寒 | |
| 曲少石 | 周浩 | |

### 其他演員
| 演員   | 角色   | 介紹 |
| 杜若溪 | 孟芸   |      |
| 胡耘豪 | 饒東華 |      |
| 趙茜   | 陸飄飄 |      |
| 朱杰   | 尹劍   |      |
| 王闖   | 文成宇 |      |
| 王菁   | 熊原   |      |
| 宿丹   | 曾日華 |      |
| 邱震瀚 | 杭文治 |      |
| 王美人 | 鄭佳   |      |
| 李林裕 | 王詩詩 |      |
| 潘彥霖 | 崇越   |      |

## 外部連結
- 暗黑者電視劇的新浪微博